# Sabacon astoriensis
Espèce
Sabacon astoriensis est une espèce d'opilions dyspnois de la famille des Sabaconidae.

## Distribution
Cette espèce est endémique d'Oregon aux États-Unis. Elle se rencontre dans le comté de Clatsop.

## Description
Le mâle holotype mesure 2,0 mm.

## Systématique et taxinomie
Cette espèce a été décrite par Shear en 1975.

## Étymologie
Son nom d'espèce, composé de astori[a] et du suffixe latin -ensis, « qui vit dans, qui habite », lui a été donné en référence au lieu de sa découverte, Astoria.

## Publication originale
- Shear, 1975 : « The opilionid genera Sabacon and Tomicomerus in America (Opiliones, Troguloidea, Ischyropsalidae). » The Journal of Arachnology, vol. 3, no 1, p. 5–29 (texte intégral).